# Pokémon Snap
Pokémon Snap (яп. ポケモンスナップ покэмон сунаппу) — симулятор фотографа, разработанный студиями HAL Laboratory совместно с Pax Softnica и изданный Nintendo для игровой приставки Nintendo 64. Это первая игра серии Pokémon, выпущенная на стационарной консоли. Она вышла 21 марта 1999 года в Японии, 30 июня 1999 года в Америке и 15 сентября 1999 года в Европе. В 2007 году её переиздали для загрузки с помощью сервиса Virtual Console на приставку Nintendo Wii.
Игрок управляет Тоддом, персонажем, цель которого — сделать как можно больше хороших фотографий покемонов для научной диссертации профессора Оука. Изначально игра планировалась для выхода на Nintendo 64 DD — дополнительное устройство для Nintendo 64, но из-за плохих продаж 64 DD была перенесена на Nintendo 64. Pokémon Snap была коммерчески успешной: игровая пресса ставила ей высокие оценки, а за год после релиза было продано 1,5 миллиона копий. На момент 2013 года продано более 3,63 миллиона картриджей по всему миру.

## Геймплей
Игрок управляет Тоддом, фотографом, которого профессор Оук послал на остров, чтобы тот сделал фотографии покемонов и тем самым помог ему сделать научную работу. На этом острове есть множество зон, существенно различающихся своим климатом. Тодд разъезжает по рельсам на вагонетке под названием «Ноль-Один» и фотографирует покемонов, живущих на острове.
Сначала игрок выбирает уровень и настройки уровня с помощью специального меню. Затем Тодд едет на тележке по строго определённой траектории, как в рельсовом шутере. Нужно фотографировать покемонов, мимо которых проезжает Тодд, за одну поездку можно сделать максимум 60 фотографий, после чего они оцениваются профессором Оуком и идут в научную работу. При оценке фотографии оценивается поза покемона, его размер и то, насколько он попал в кадр. Дополнительные очки могут начисляться игроку, если он поймал на плёнку несколько покемонов одного вида, покемона в необычной позе или редкого покемона.
Всего в игре есть семь уровней: пляж, туннель, вулкан, река, пещера, долина и специальный бонусный уровень «радужное облако». Обследуя заново пройденные уровни, Тодд получает новые предметы от профессора Оука, например, голограмма яблока позволяет приманивать покемонов, а покефлейта — пробуждать или заставлять их танцевать.

## Разработка и выпуск
Изначально планировалось, что Snap выйдет на Nintendo 64 DD, но в связи с тем, что это дополнение к консоли плохо продавалось, игру перенесли на Nintendo 64. В игре присутствует 63 вида покемонов из 151, которые есть в играх первого поколения. Изначально игра планировалась не как часть игры Pokémon, но разработчики, чувствуя, что игра может стать непопулярной, решили добавить в игру покемонов. В переиздание игры для Virtual Console, вышедшее в декабре 2007 года, была добавлена возможность сохранять фотографии на жёсткий диск Wii, а затем выкладывать их в Интернет.
Nintendo и Blockbuster Inc. вместе занимались рекламной кампанией игры; эти две фирмы заключили договор, по условию которого владелец копии игры, принёсший в магазин сети Blockbuster картридж Pokémon Snap с сохранением, мог распечатать там сделанные в игре фотографии. Схожий договор Nintendo заключила и с японской сетью магазинов Lawson. Проводился также конкурс на лучший снимок, победитель которого получал путёвку в Австралию. Nintendo поставляла Nintendo 64 в комплекте с Pokémon Snap в более чем в 86 000 отелей с целью сделать «Покемон» более популярным, и, кроме того, показывала Snap на событии «Pokémon League Summer Training Tour», посвящённом «Покемону».

## Отзывы и популярность
| Сводный рейтинг    | Сводный рейтинг |
| Агрегатор          | Оценка          |
| ------------------ | --------------- |
| GameRankings       | 75,48 %         |
| Metacritic         | 77/100          |
| MobyRank           | 72/100          |
| Иноязычные издания |                 |
| Издание            | Оценка          |
| AllGame            | [ 16 ]          |
| EGM                | 83/100          |
| Famitsu            | 33/40           |
| GamePro            | [ 19 ]          |
| GameRevolution     | C+              |
| GameSpot           | 8/10            |
| IGN                | 7,8/10          |
| Nintendo Power     | 8,7/10          |
| ONM                | 85 %            |

В общем и целом Pokémon Snap получила положительные отзывы, на что указывают оценки агрегаторов Metacritic и Game Rankings. IGN назвал Snap игрой из разряда тех, которые хорошо подходят детям: она простая, увлекательная, и в ней нет ни капли насилия. Редактор Ars Technica Фрэнк Кэрон назвал эту игрой своей любимой, в то время как другой автор, Марина Д’Амато решила, что игра «отменная». Автор книги The digital consumer technology писал, что Snap — одна из самых популярных консольных игр 1998 года наравне с Gran Turismo и Final Fantasy VIII. Блог Kotaku, посвящённый компьютерным играм, назвал эту игру «чистой воды коммерческим ходом». Незадолго до выхода Snap обозреватель IGN охарактеризовал игру как «странную», но «забавную». После выхода игры её обзором на IGN занимался Мэтт Кассамиссина: он назвал игровой процесс Pokémon Snap увлекательным, однако отметил, что «покеманьяки будут разочарованы количеством монстров в игре: их примерно 62 из 151».
Рецензент GameSpot назвал геймплей Snap «свежим и уникальным». Редакторы IGN Марк Бозон и Мэтт Кассамиссина сочли, что игра, скорее всего, выйдет на Virtual Console: Кассамиссина сказал, что игра, будучи «простой и быстрой», хорошо разойдётся в нынешнее время. IGN, кроме того, похвалил Snap как игру «для детей всех возрастов», впрочем, неодобрительно высказавшись о слишком коротком процессе прохождения. Журнал Official Nintendo Magazine дал игре 85 %, а Electronic Gaming Monthly — 83 %. GamePro же заключил, что эта игра будет интересна исключительно фанатам «Покемона». Сайт Game Revolution также писал, что Snap обязательна для покупки детям и фанатам серии, а редактор Electric Playground Виктор Лукас счёл, что игра «свежая» и что «на неё приятно смотреть».
Японский журнал Famitsu похвалил «атмосферу сафари-парка», которая присутствует в игре, а также то, что сама по себе игра достаточно мирная и спокойная. Майк Флойд, редактор газеты Detroit Free Press, высказал мнение, что хотя в игре «довольно бодрое начало», он всё же не может назвать Snap великолепной. Редактор журнала Wired Сьюзан Арендт отметила, что хотя «многие фанаты серии воспринимают Snap как внебрачного ребёнка „Покемона“», её коллегам игра понравилась, а автор The Denver Post Дэвид Томас решил, что идея симулятора фотографа не должна была сработать, но из-за принадлежности Snap к серии «Покемон» она стала сверхпопулярной, и многие узнали о такой оригинальной игре.
Аарон Куртисс, один из авторов газеты Los Angeles Times, писал, что ему крайне не нравится «Покемон», однако он признаёт, что Snap — хорошая игра. В книге Pikachu’s Global Adventure: The Rise and Fall of Pokémon автор Джозеф Джей Тобин также назвал игру «инновационной» и высоко оценил то, как элементы «Покемона» были использованы при создании игры. Детский журнал Boys' Life решил, что игра завлекающая, в особенности похвалив разнообразные повадки покемонов. В книге Video Game Bible 1985—2002 Энди Слейвен писал об этой игре, что «нужно отдать должное Nintendo за то, что они хотят сделать что-то более разнообразное с „Покемоном“». Рецензент Allgame сообщил, что хотя в игре мало видов покемонов, у неё очень большая реиграбельность, а Game Informer назвал спин-офф столь же увлекательным, как и игры основной серии. Blockbuster присудил игре награду «Лучшая игра для Nintendo 64».
Переиздание для Virtual Console же вызвало неоднозначную реакцию. Редактор Nintendo Life Марсель Ван Дуйн высказал своё мнение, что эта игра — «хорошая передышка от других игр по „Покемону“», но при этом остался недоволен малой продолжительностью её прохождения. RPGamer же счёл, что у игры «реиграбельность нулевая», но при этом рекомендовал Snap как неплохое средство скоротать время с Wii. IGN похвалил нововведения в виде возможности сохранять фотографии и выкладывать их в Интернет, впрочем, как и в старой рецензии, не одобрив малое количество покемонов, а затем этот же сайт счёл, что было бы неплохо, если бы вышел ремейк Pokémon Snap для Nintendo 3DS, поскольку в игре могли бы быть хорошо задействованы такие функции 3DS, как встроенный гироскоп и дополненная реальность, и, кроме того, можно было бы делать стереоскопические фотографии. В ретроспективе, посвящённой серии, IGN назвал Pokémon Snap «весёлой и оригинальной», кроме того, похвал удостоилась превосходная по тем временам графика. Помимо этого, сайт назвал игру даже лучшей, чем Pokémon Black и White, поскольку «серия была ещё свежей», «там лучшие покемоны» и «она заставила нас поверить в то, что покемоны существуют». 1UP.com привёл Snap как пример игры, в которой мог бы быть хорошо раскрыт потенциал геймпада Wii U. Тем не менее, Дзюнъити Масуда, один из главных идеологов серии игр, заявил, что сиквел или ремейк Snap вряд ли будет интересен нынешним игрокам, поскольку сейчас у многих есть фотокамеры, и потому никогда не выйдет.

### Коммерческий успех
Выйдя 18 марта 1999 года в Японии, игра в первую неделю после выхода была четвёртой игрой в стране по объёму продаж, а 21 мая она стала пятой. В Америке через три дня после выпуска было продано более 151 000 картриджей, до 21 октября 1999 года в США эту игру чаще всего брали напрокат, а в ноябре Snap попала в десятку игр-бестселлеров, кроме того, её до сих пор чаще всего брали в прокат. На момент 2013 года продано 2,23 миллиона картриджей в Северной Америке, 0,68 миллионов — в Европе, 0,66 миллионов — в Японии и 0,06 миллиона по всему остальному миру. По всему миру было продано 3,63 миллиона копий.